# Troax
Troax er en svensk producent af maskinbeskyttelse, varehusopdeling, industrivægge og ejendomsbeskyttelse. Hovedkvarteret og den primære produktion er i Hillerstorp  i Gnosjö kommun, hvor virksomheden blev etableret i 1955.